# Ghosthouse 4 – Haus der Hexen
Ghosthouse 4 – Haus der Hexen (Originaltitel: La casa del sortilegio, deutscher Alternativtitel: Totentanz der Hexen 2) ist ein fürs Fernsehen konzipierter italienischer Horrorfilm aus dem Jahr 1989. Der italienische B-Movie-Regisseur Umberto Lenzi verfasste basierend auf einer literarischen Vorlage von Gianfranco Clerici und Daniele Stroppa das Drehbuch zum Film.
Der Film wurde ursprünglich vom italienischen Sender Reteitalia (heute: Mediaset) und der italienischen Filmproduktionsgesellschaft Dania Film als Teil der losen verknüpften Filmreihe Le case maledette, die Werke wie Die Uhr des Grauens und Das Haus des Bösen des Regisseurs Lucio Fulci und Ghosthouse 3 – Haus der verlorenen Seelen umfasst, produziert.
Aufgrund der Gewaltdarstellung wurde die Genreproduktion jedoch nicht im italienischen Fernsehen uraufgeführt, sondern direkt auf VHS vermarktet.

## Handlung
Der junge Journalist Luke Palmer leidet seit sechs Monaten unter schrecklichen Albträumen, die ihn schließlich einen Nervenzusammenbruch erleiden lassen, der eine stationäre Behandlung in der Psychiatrie zur Folge hat. Er träumt immer wieder von einer alten Hexe, die seinen abgetrennten Kopf in einen siedenden Kessel eintaucht. Diese Geschehnisse schaden auch der erst kürzlich geschlossenen Ehe mit seiner wohlhabenden Frau Martha, der er sich allmählich entfremdet. Um die bevorstehenden Eheprobleme aus der Welt zu schaffen, lädt ihn Martha, die sich der okkulten Wissenschaft verschrieb, nach erfolgreicher Therapie durch seine verwitwete Schwägerin Elsa, einer Psychiaterin, zu einem Kurzurlaub in ein gemietetes abgelegenes Landhaus ein. Vermietet wird das ehrwürdige und unheimliche Anwesen von dem blinden ehemaligen Konzertpianisten Andrew Mason, der neben dem Ehepaar auch seine attraktive Nichte Sharon, eine Studentin, erwartet.
Schon in der ersten Nacht wird der psychisch labile Luke Augenzeuge, wie die alte Hexe, die er aus seinen Visionen kennt, im Garten einen Pfarrer brutal ermordet. Niemand schenkt seiner bizarren Beobachtung zunächst Glauben. Luke merkt, dass das Haus der zentrale Handlungsort seiner alptraumartigen Visionen ist. Am nächsten Morgen findet er in der Nähe des Tatorts die signierte und blutverschmierte Bibel eines Geistlichen, der kurze Zeit später unter unerklärlichen Umständen tot aufgefunden wird. Hilfesuchend wendet sich Luke daher an seine Schwägerin und bittet sie, ihn umgehend mit deren Tochter Debra für ein Wochenende zu besuchen. Gleichzeitig verhält sich zu seiner Verwunderung seine Ehefrau zunehmend skurriler. Sie schlafwandelt und kämpft mit teils aggressiven Gemütszuständen, die Elsa als besorgniserregende „seltsama Aura“ bezeichnet.
Luke stellt Nachforschungen an und erfährt, dass in ihrem Domizil einst eine Hexe gelebt haben soll. Etwas ratlos vertraut er sich nach weiteren Recherchen Sharon an und erzählt ihr von seinen Visionen sowie der Entfremdung von seiner Frau. Am gleichen Abend trifft seine Schwägerin ein, die ihm ruhigstellende Medikamente verabreicht und ihn so die vorerst jegliche Angst nimmt. Weitere mysteriöse und teils blutige Vorfälle nehmen ihren Lauf; der Verdacht richtet sich dabei stets auf die apathische Martha, in der Luke irrtümlicherweise eine besessene und bösartige Hexe zu sehen scheint. In Wirklichkeit ist Martha jedoch nur ein willenloses Werkzeug, das nach Belieben von der anwesenden Hexe, es handelt sich um Sharon, gelenkt und in eine schwarze allgegenwärtige Katze verwandelt wird. Nach den grausamen Morden an Debra und Elsa, glaubt der ahnungslose Luke in seiner Frau die gewaltauslösende Mörderin zu erkennen und entledigt sich kaltblütig von dieser. Gleichzeitig wählt Andrew Mason, der seltsame Umtriebe seiner Verwandten erahnt, den Freitod.
Am nächsten Tag wird der Abschiedsbrief des alten Hausherrn von einer eintreffenden Polizeieinheit geprüft, und fälschlicherweise für authentisch befunden. Darin gesteht der sehbehinderte Mann den vorsätzlichen Mord an mehreren Personen in seinem Haus, obgleich mehrere Indizien für die Tatbeteiligung einer anderen unbekannten Person sprechen. Die Untersuchungen werden eingestellt. Luke und Sharon schweigen beharrlich angesichts des vorliegenden schriftlichen Geständnisses, obwohl sie beide nicht an dessen Inhalt glauben. Die beiden Überlebenden kommen sich bald näher und eine leidenschaftliche Affäre beginnt. Dennoch wird Luke weiterhin von Visionen geplagt, die ihn, nach dem plötzlichen Verschwinden von Sharon, wieder zurück zum Landhaus führen. Beim Betreten des Hauses sieht er in einer alptraumartigen Szenerie jene alte Hexe, die sich in Sharon verwandelt. Unter lautem Gelächter klärt ihn Sharon am Ende des Films auf und enttarnt sich als gewissenslose Mörderin, einer langen Ahnenreihe von Hexen. Der geschockte Luke wird daraufhin geköpft; sein Haupt wird von Sharon nach dessen zur Realität gewordenen Visionen in einen Kessel mit einer kochenden Flüssigkeit geworfen.

## Kritiken
- Haiko Herden von gleichnamigen Filmlexikon ist der Meinung, dass der Film „zwar nicht das blutigste, was man bislang gesehen“ habe sei, sich „aber mitunter doch einigermaßen heftig“ entwickle. Des Weiteren resümiert er, dass es nicht viel zu sagen gäbe außer der Feststellung, „dass die Leute, die auch die anderen Teile mochten, auch hier bedenkenlos zuschlagen können.“[2]